# Chymomyza exophthalma
Chymomyza exophthalma är en tvåvingeart som beskrevs av David Grimaldi 1986. Chymomyza exophthalma ingår i släktet Chymomyza och familjen daggflugor. Inga underarter finns listade i Catalogue of Life.